# Lathen

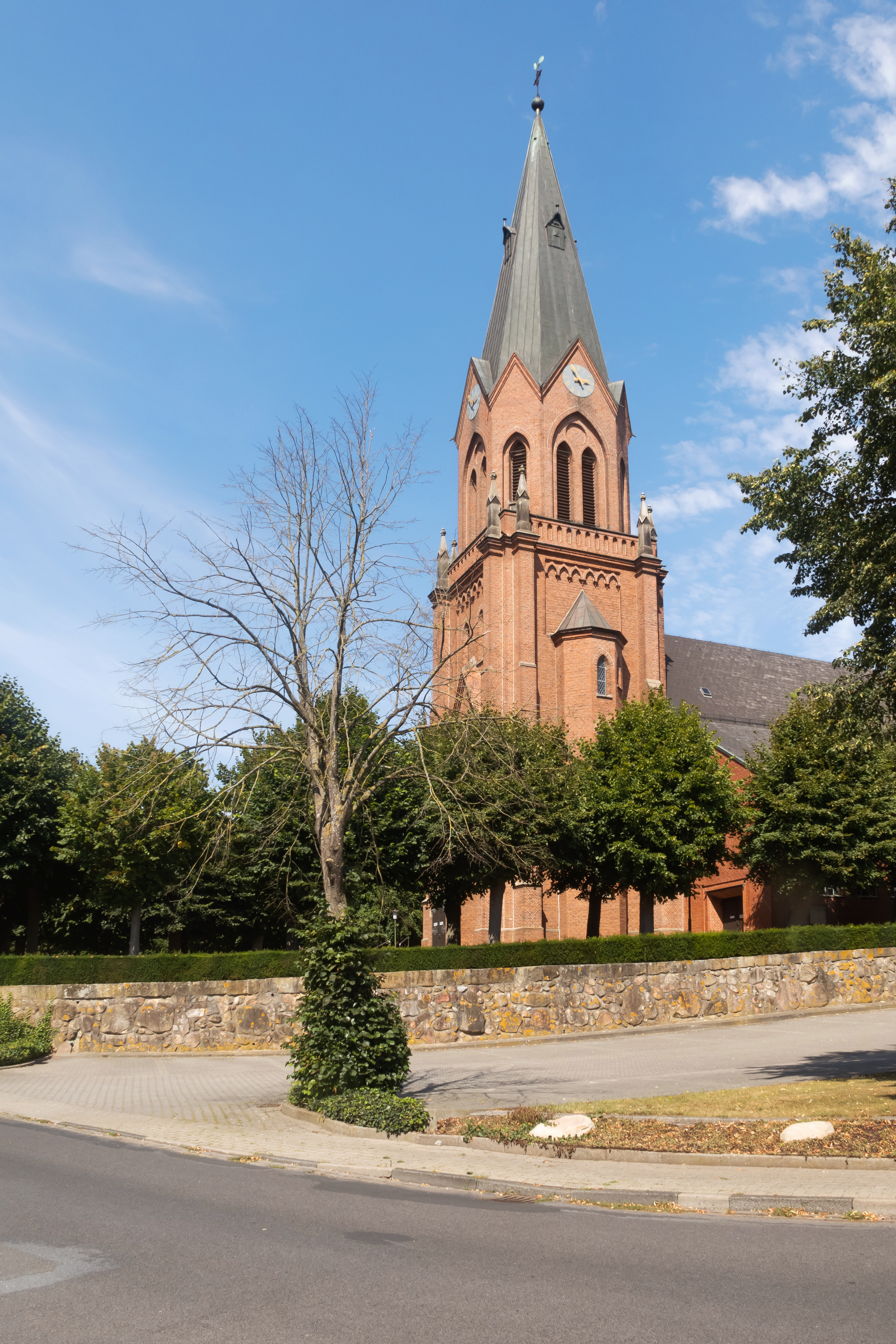
Lathen, Pfarrkirche Sankt Vitus

Lathen ist eine Gemeinde im Landkreis Emsland, Niedersachsen. Sie ist der Verwaltungssitz der Samtgemeinde Lathen.

## Geografie

### Geografische Lage
Lathen liegt zwischen Dörpen und Haren an der Ems und am Dortmund-Ems-Kanal, der Bundesstraße 70, der Eisenbahnstrecke Münster–Emden (Emslandstrecke) und nahe der Bundesautobahn 31.
Acht Kilometer östlich des Ortskerns beginnt der Hümmling, ein waldreicher Geestrücken.

### Nachbargemeinden
Nachbargemeinden sind im Norden die Gemeinden Fresenburg und Renkenberge, im Osten die Gemeinde Sögel in der gleichnamigen Samtgemeinde, im Süden die Stadt Haren und im Westen die Gemeinden Oberlangen, Sustrum und Niederlangen.

### Gemeindegliederung
Neben dem Hauptort Lathen gehören Kathen-Frackel, Hilter, Kathen-Siedlung, Dünefehn, sowie Lathen-Wahn zum Gemeindegebiet.

## Geschichte
Lathen taucht erstmals 854 als „Lodon“ auf. Es gehört zu den sehr alten Ortschaften und war schon vor dem Übergang des Nordlandes an Corvey 834 und zur Zeit der Christianisierung unter Karl dem Großen von Bedeutung. Es ist anzunehmen, dass Lodon in der unter Leitung des Missionsbischofs von Osnabrück erfolgenden Bekehrung des Agredingo durch die Missionszelle in Meppen den Hauptort und Mittelpunkt des Gaues darstellt. Dafür spricht,
- dass in der Nähe von Lathen auf dem Flütenberg bei Düthe wohl das uralte Volksgericht des Gaues bestand,
- dass die Kirche zu Lathen, bevor sie von Corvey auf den hl. Vitus umgeweiht wurde, den hl. Johannes den Täufer zum Patron hatte (jetzt noch zum Mitpatron) und wahrscheinlich die vorhandene aber nirgends sonst nachzuweisende Haupt- und Mutter-Kirche des Gaues war und
- dass Corvey selbst, obschon es Lathen mit Rücksicht auf seinen Hauptsitz Meppen zurückzudrängen versuchte, dort, eine den nördlichen Teil des Nordlandes, den Hümmling eingeschlossen, umfassende Curia (Verwaltungs- und Abgabenstelle) errichtete.

### Herkunft des Namens
Die älteste Benennung Lodon, zu der um 1000 Lodun tritt, kann Lode, Schössling, bedeuten, sodass on oder un als Grundwort und lod als Bestimmungswort aufzufassen wäre. Man kann aber ebenso gut trennen: lo-don, also Gehölz oder Lichtung im Gehölz auf oder bei einer Düne. Don und dun kommen im Altniederdeutschen nebeneinander vor. Die Schreibweise Loten findet sich erst in späteren Corveyer Aufzeichnungen, deren Einzelheiten nicht genau zu datieren sind und von rund 1100 bis 1400 reichen können. Der Name geht damit auf den gleichen germanischen Ursprung zurück wie London. Die Ems teilt in gleicher Weise ihre Namensherkunft mit der Themse.

### Jüdische Gemeinde
Vom 18. Jahrhundert bis 1942 bestand eine jüdische Gemeinde in Lathen. Beim Novemberpogrom 1938 wurde die Synagoge in Lathen zerstört.

### Eingemeindungen
Am 1. Januar 1973 wurden die Gemeinden Hilter (Ems) und Kathen-Frackel eingegliedert.

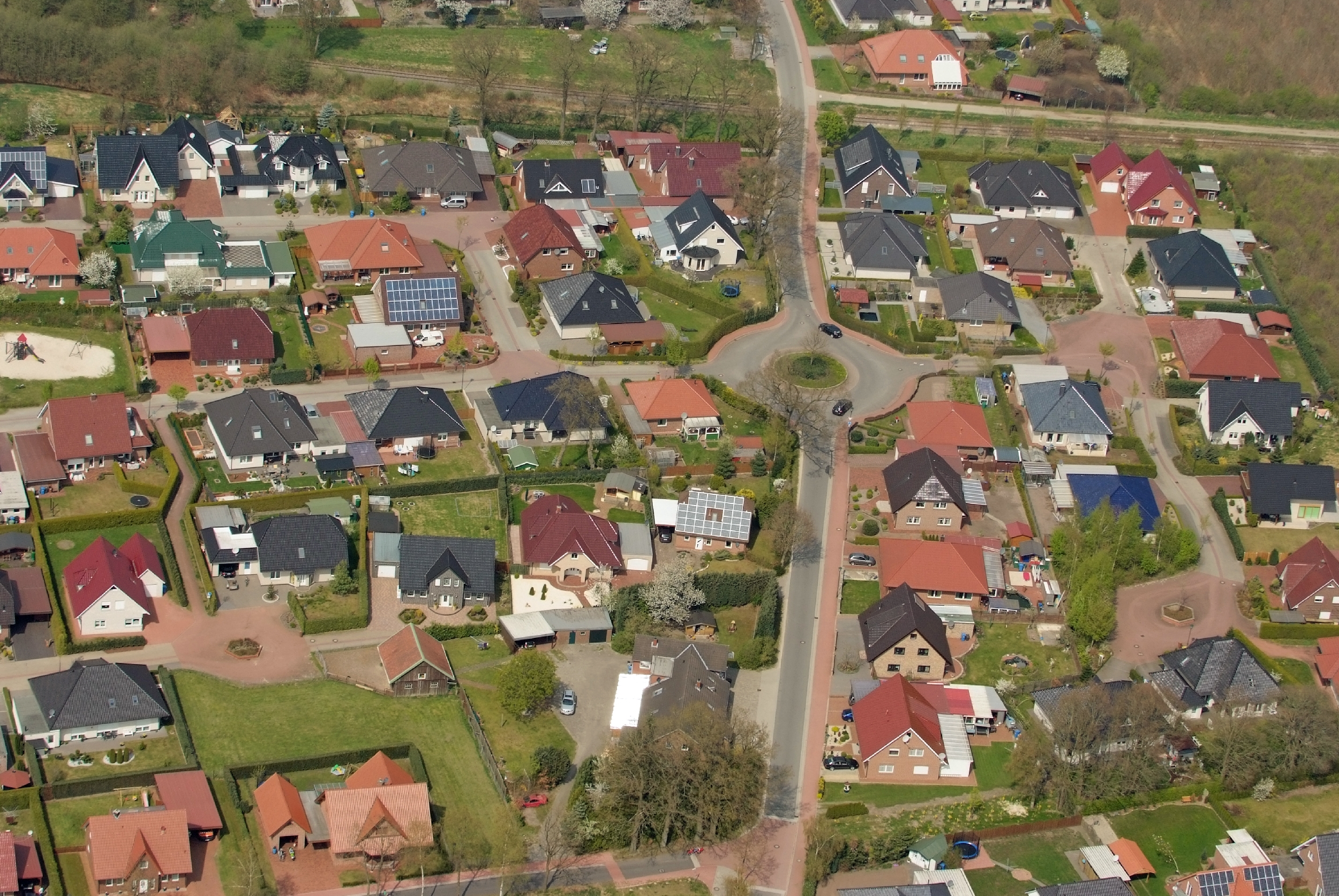
Luftbild von Lathen (2013)
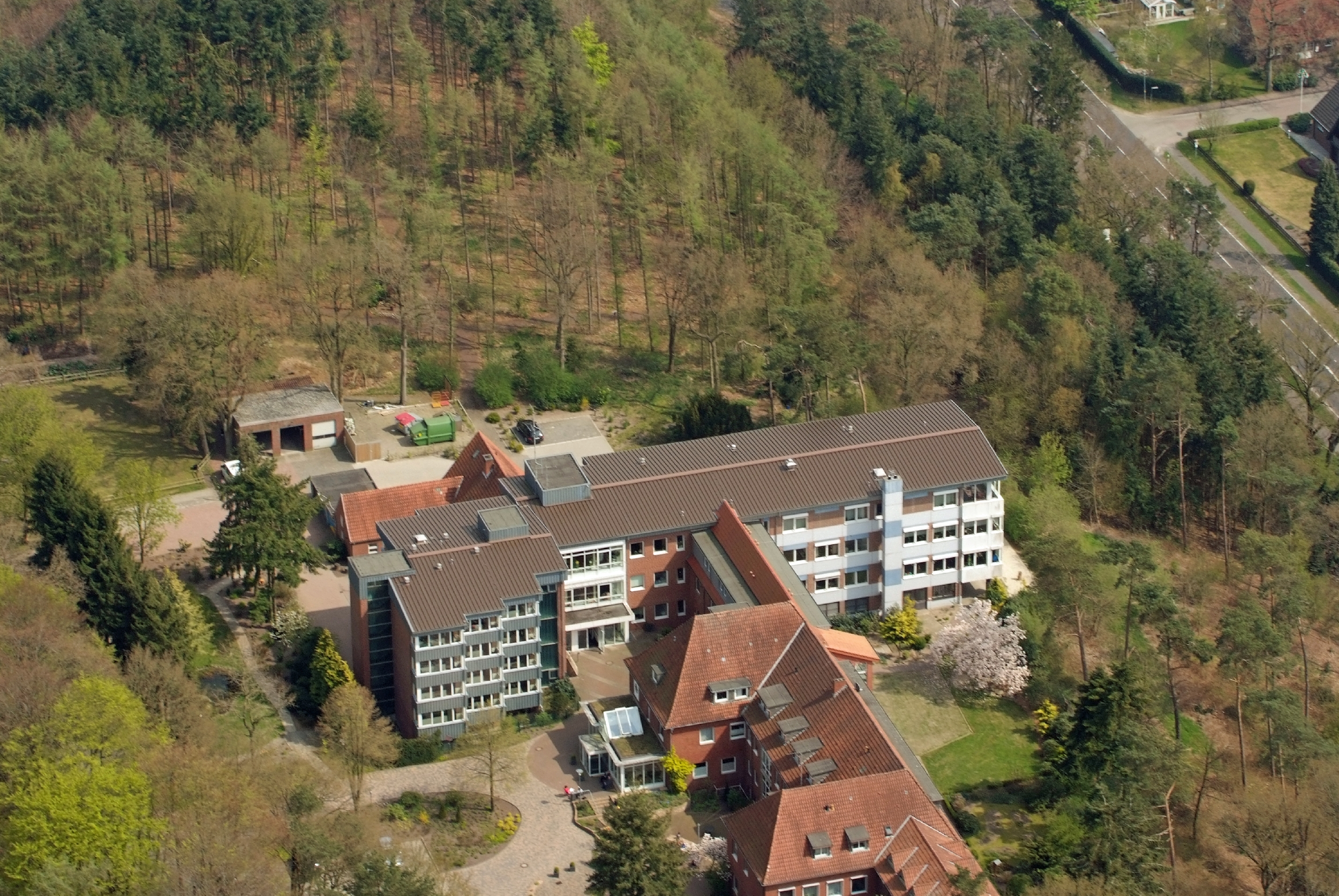
ehem. Krankenhaus Marienheim (jetzt Pflegeheim)
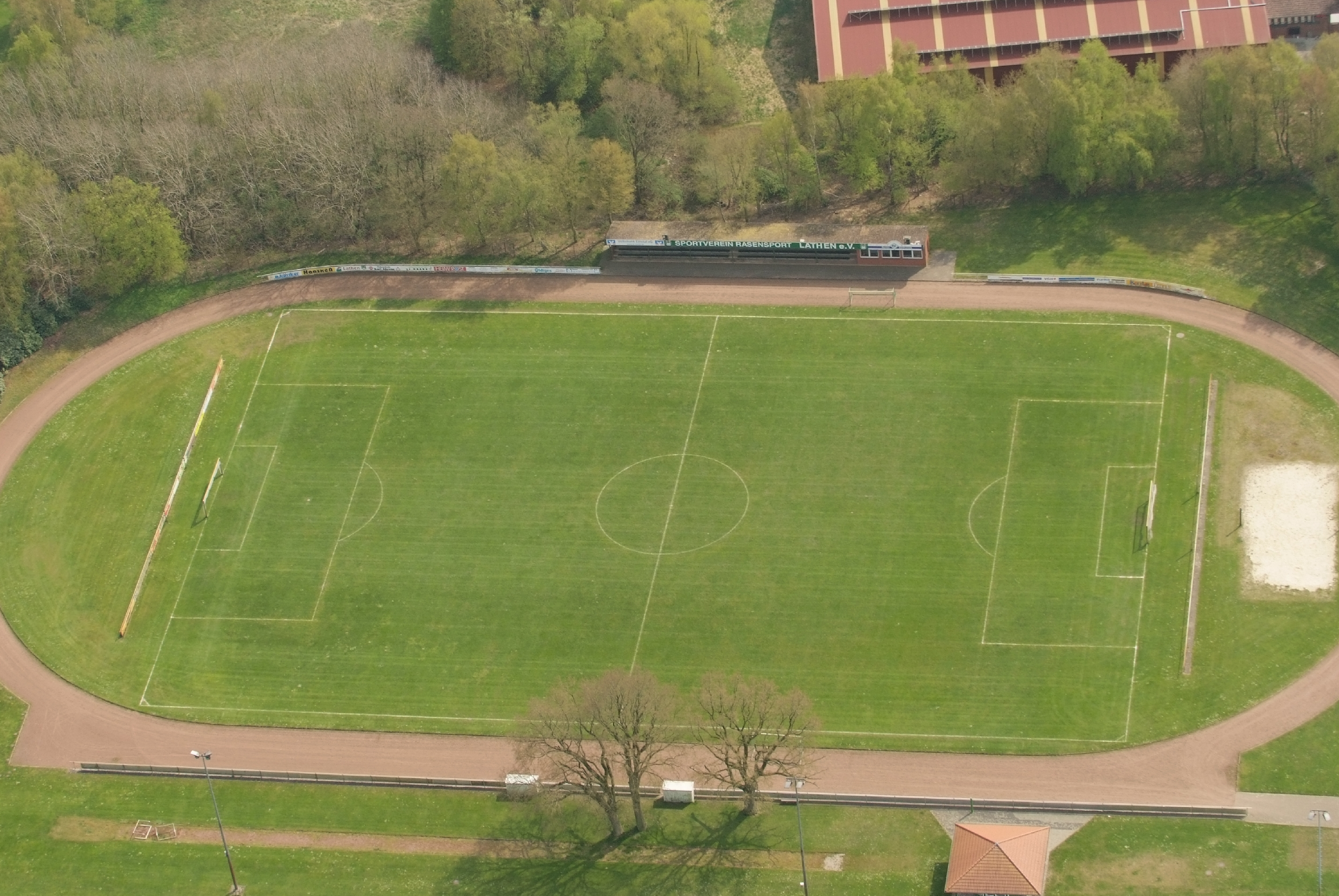
SV Rasensport Lathen, Meppener Straße

## Gemeinderat
Der Rat der Gemeinde Lathen setzt sich aus 19 Mitgliedern zusammen. Die Ratsmitglieder werden durch eine Kommunalwahl für jeweils fünf Jahre gewählt. Die aktuelle Amtszeit begann am 1. November 2021 und endet am 31. Oktober 2026.
Die Gemeindewahl am 12. September 2021 führte in Lathen zu den Ergebnissen, die in den Diagrammen dargestellt sind.

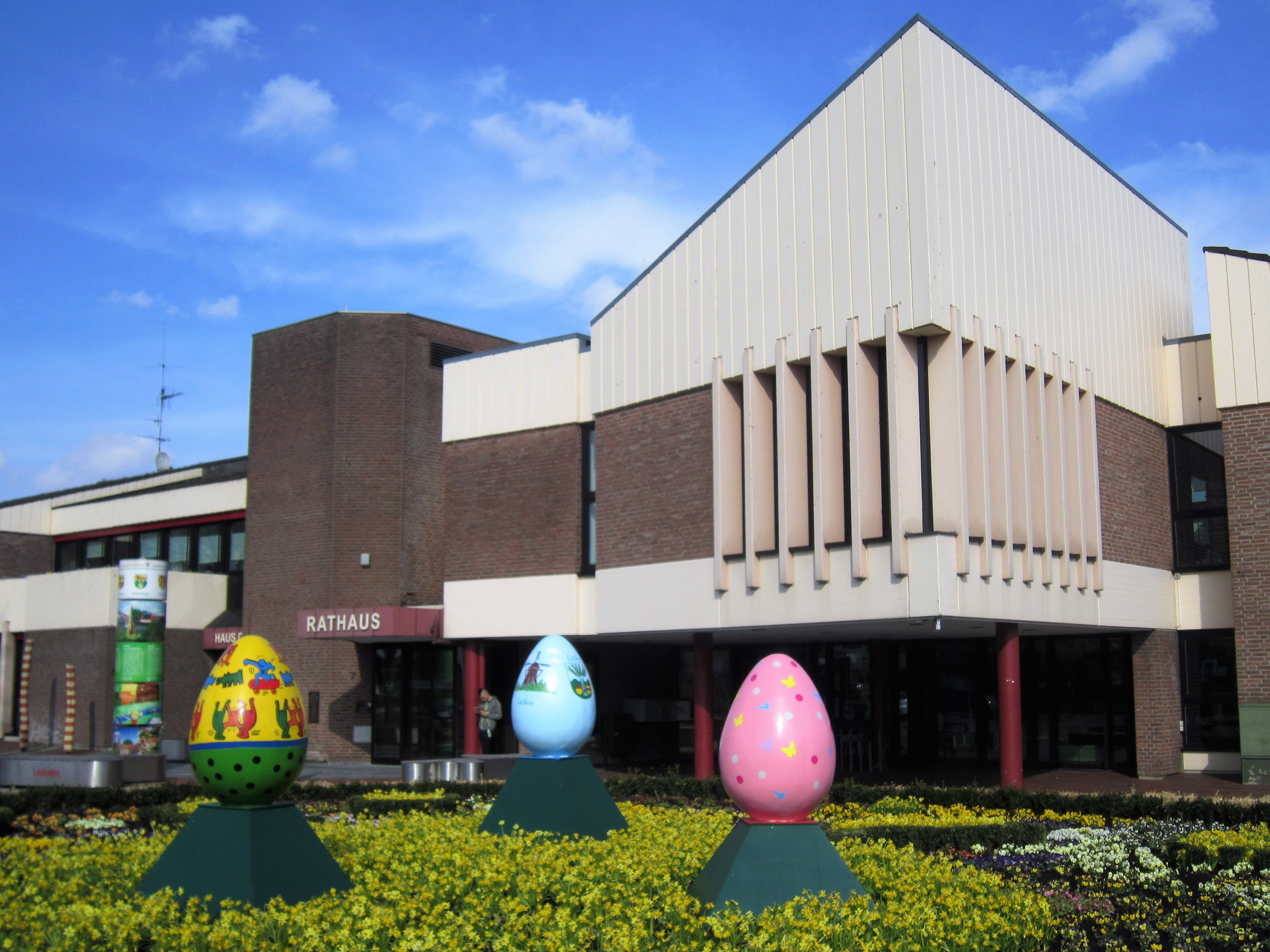
Rathaus in Lathen

Die vergangenen fünf Kommunalwahlen in Lathen führten zu folgenden Ergebnissen:
| Partei          | Partei                                      | 2021    | 2021    | 2016    | 2016    | 2011    | 2011    | 2006    | 2006    | 2001  | 2001  |
| Partei          | Partei                                      | %       | Sitze   | %       | Sitze   | %       | Sitze   | %       | Sitze   | %     | Sitze |
| --------------- | ------------------------------------------- | ------- | ------- | ------- | ------- | ------- | ------- | ------- | ------- | ----- | ----- |
| CDU             | Christlich Demokratische Union Deutschlands | 54,78   | 10      | 57,15   | 11      | 64.97   | 11      | 72,54   | 12      | 69,73 | 13    |
| SPD             | Sozialdemokratische Partei Deutschlands     | 27,57   | 5       | 36,27   | 7       | 28,97   | 5       | 22,38   | 4       | 25,85 | 4     |
| GRÜNE           | Bündnis 90/Die Grünen                       | 09,44   | 2       | 06,58   | 1       | 04,17   | 1       | —       | —       | —     | —     |
| FDP             | Freie Demokratische Partei                  | 08,21   | 2       | –       | –       | 01,88   | 0       | 05,08   | 1       | 4,42  | 0     |
| Gesamt          | Gesamt                                      | 100     | 19      | 100     | 19      | 100     | 17      | 100     | 17      | 100   | 17    |
| Wahlbeteiligung | Wahlbeteiligung                             | 48,21 % | 48,21 % | 48,93 % | 48,93 % | 48,82 % | 48,82 % | 49,13 % | 49,13 % | k. A. | k. A. |

| Sitzverteilung 2021 Gemeinderat LathenInsgesamt 19 Sitze - SPD: 5 - Grüne: 2 - FDP: 2 - CDU: 10 |

## Infrastruktur
Lathen hat einen Bahnhof für Regional-Express-Züge (RE 15) an der Bahnstrecke Rheine–Norddeich Mole (Emslandstrecke). In Lathen zweigt die Bahnstrecke Lathen–Werlte ab.
| Linie | Verlauf | Takt   | Betreiber     |
| ----- | --- | ------ | ------------- |
| RE 15 | Emsland-Express: (Emden Außenhafen –) (nur bei Schiffsverkehr) Emden Hbf – Leer (Ostfriesl) – Papenburg (Ems) – Aschendorf – Dörpen – Lathen – Haren (Ems) – Meppen – Geeste – Lingen (Ems) – Leschede – Salzbergen – Rheine – (Rheine-Mesum –)* Emsdetten – (Reckenfeld –)* Greven (← (Münster Zentrum Nord –)* Münster (Westf) Hbf * nur einzelne Züge Stand: Fahrplanwechsel Dezember 2023 | 60 min | WestfalenBahn |

Vom Bahnhof fahren auch Busse nach Sögel und in die zur Samtgemeinde Lathen gehörenden Dörfer.
Durch das Gemeindegebiet von Lathen führen mehrere Radfernwege sowie lokale Radrundwege.
- Die Dortmund-Ems-Kanal-Route ist ein rund 350 km langer und nahezu steigungsfreier Radfernweg der das Ruhrgebiet mit der Nordseeküste verbindet.
- Der Emsradweg beginnt an der Ems-Quelle in der Ortschaft Schloß Holte-Stukenbrock am Rande des Teutoburger Waldes und folgt der Ems über eine Strecke von 375 km.
- Die United Countries Tour ist ein ca. 600 km langer Rundkurs durch das nördliche und mittlere Emsland links der Ems, durch die grenznahen Gebiete der niederländischen Provinzen Drenthe und Groningen sowie die nördliche Grafschaft Bentheim.
- Lokale Rundrouten sind links und rechts der Ems (74 km) und die United Countries Tour – Smokkelroute (157 km).

## Kultur und Sehenswürdigkeiten
- Transrapid-Versuchsanlage Emsland (TVE) mit dem 2022 durch den Förderverein Transrapid Emsland e. V. wiedereröffneten Besucherzentrum[6]
- Windmühle von 1818 im Ortsteil Hilter
- St.-Vitus-Kirche in Lathen
- Marktbrunnen

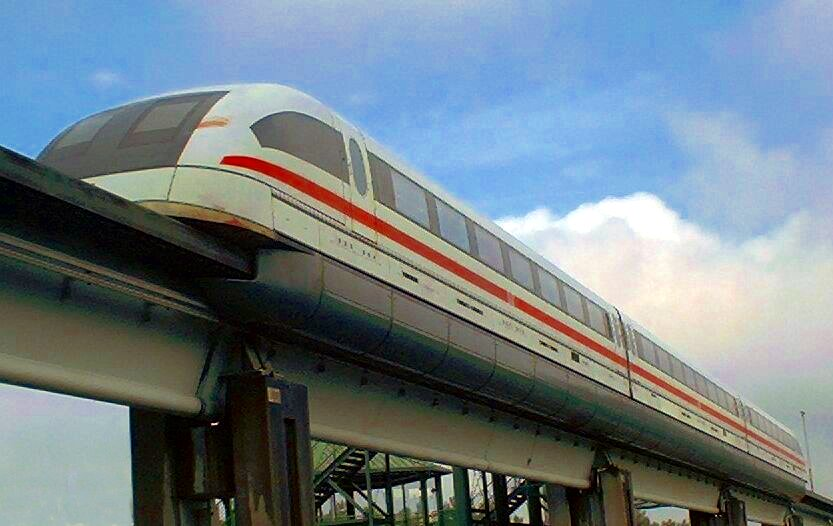
Transrapid 08 auf der Versuchsanlage
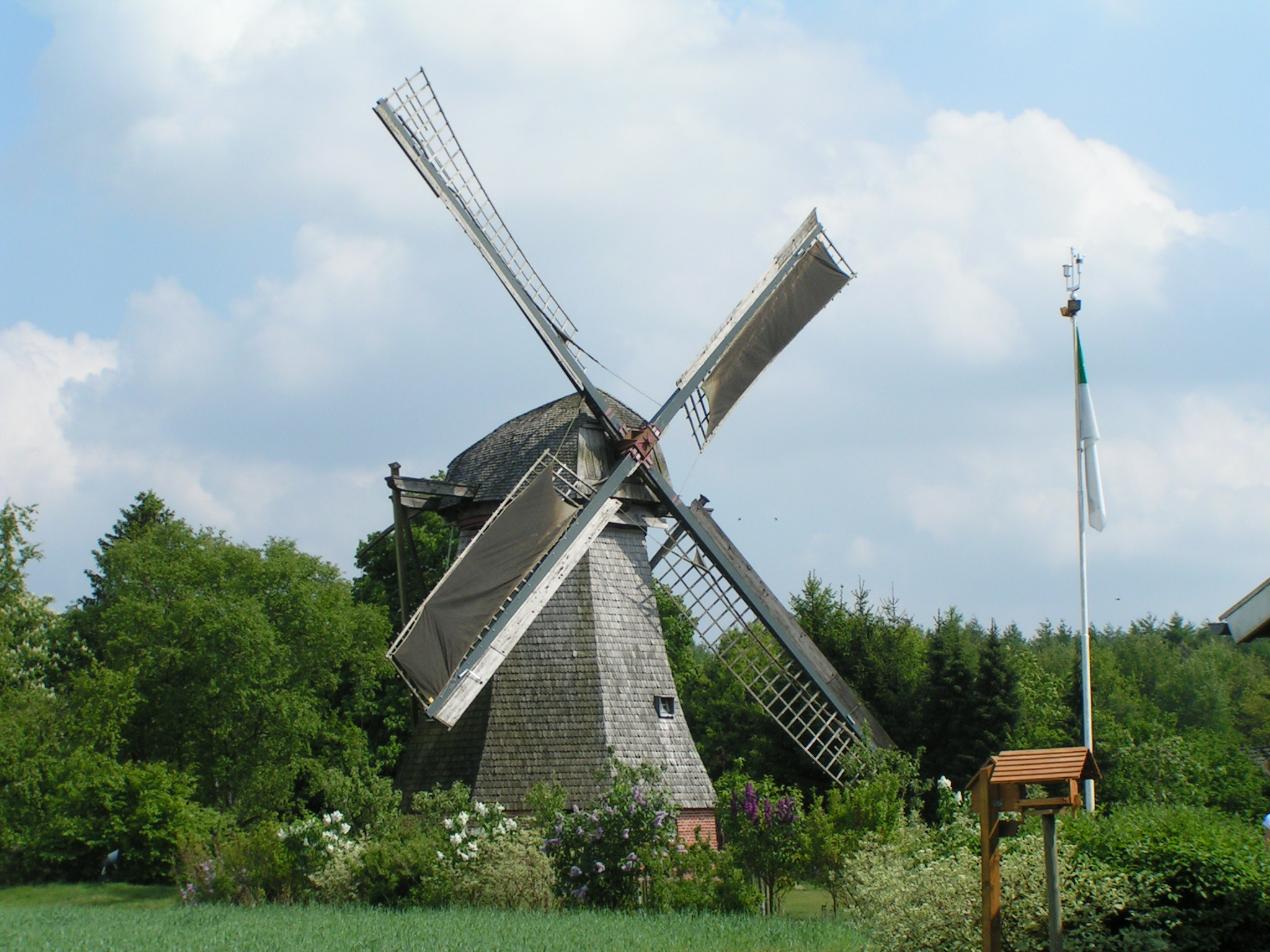
Windmühle Hilter
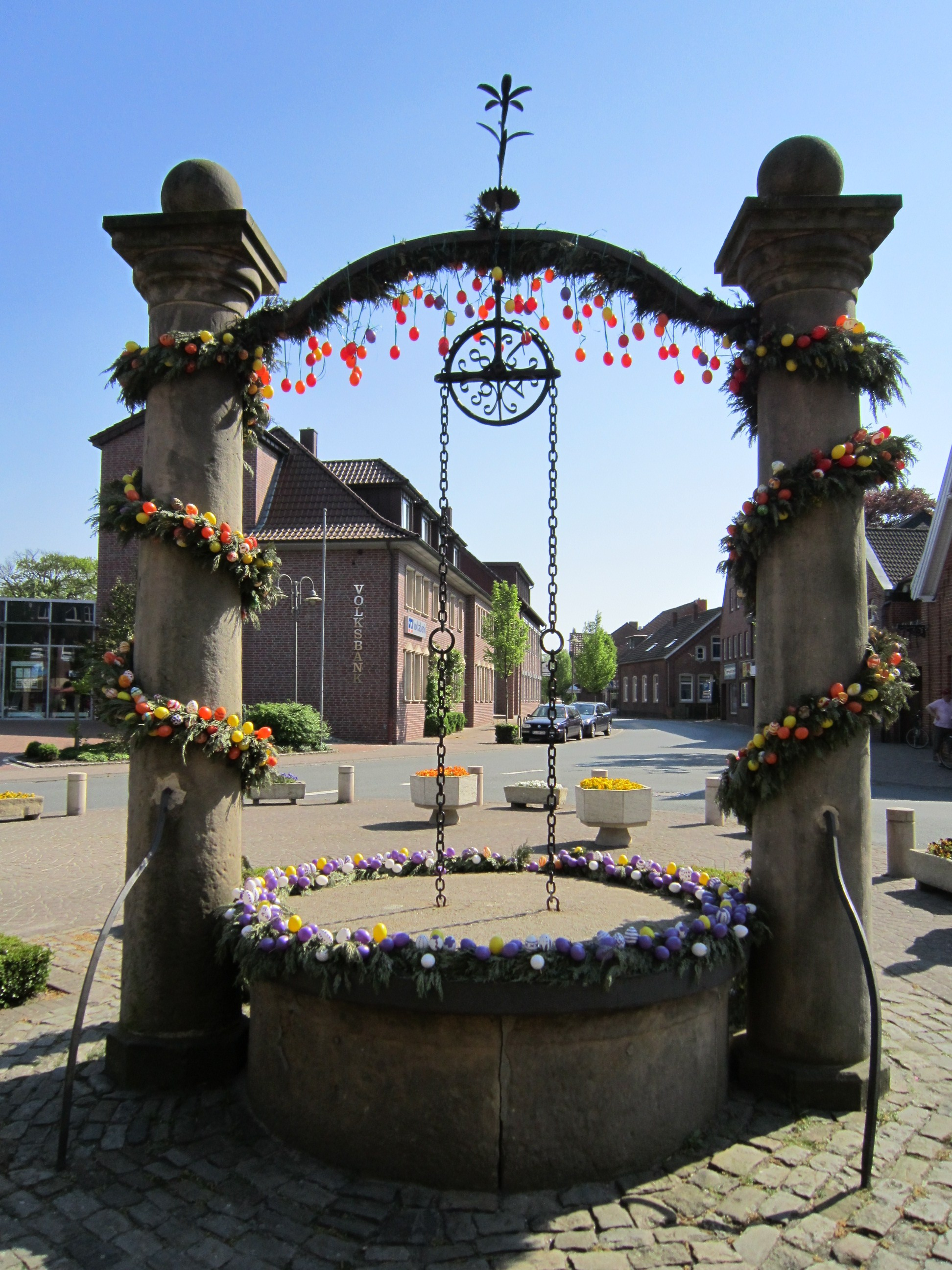
Österlich geschmückter Marktbrunnen (2011)
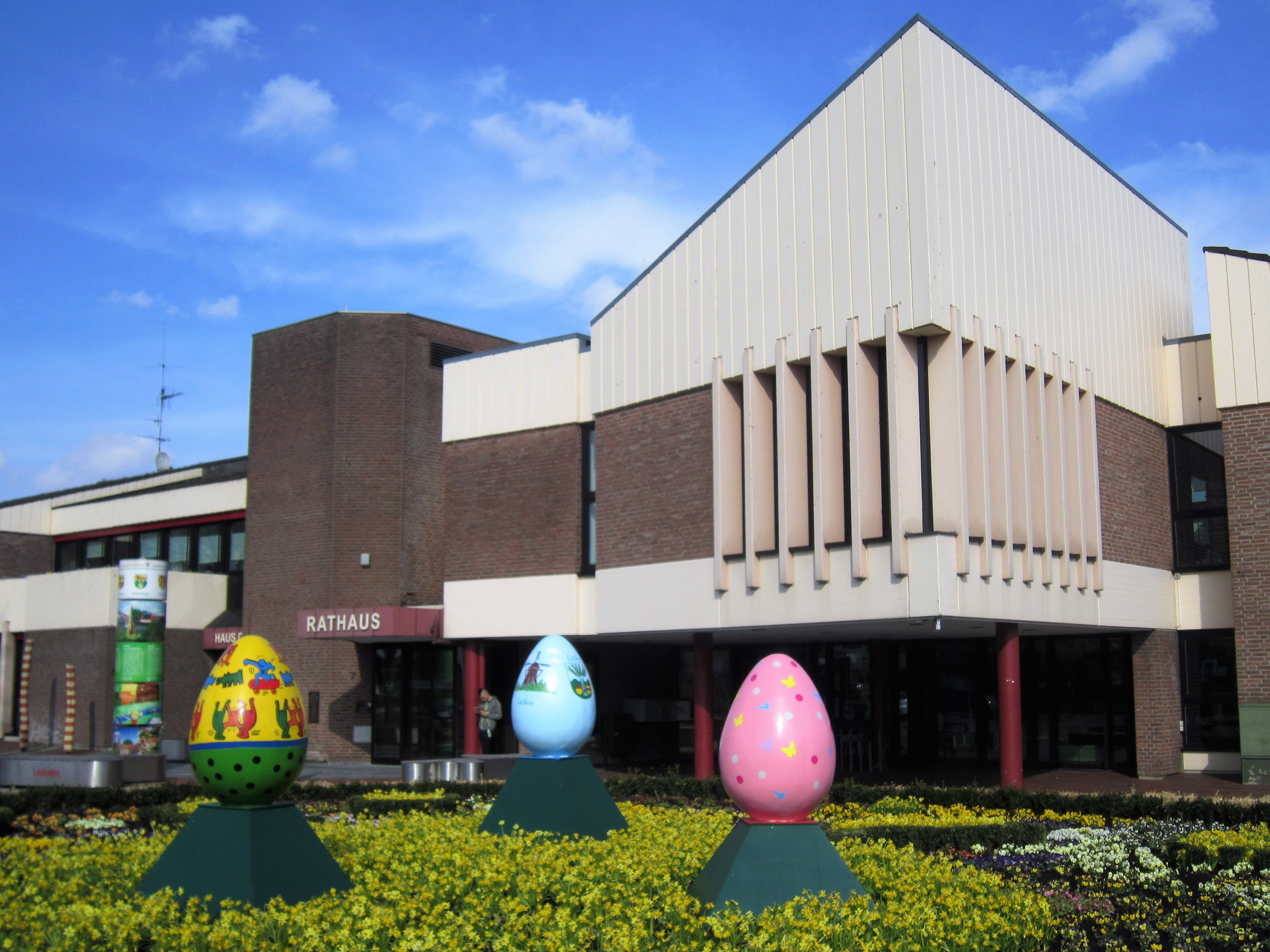
Rathaus Lathen (Ostern 2018)

## Persönlichkeiten

### Söhne und Töchter des Ortes
- Karl-Heinz Ostholthoff (1935–2025), Volkswirt
- Heinrich Riebesehl (1938–2010), Fotograf
- Hubert Hüring (* 1950), Fußballspieler und Trainer
- Dieter Meschede (* 1954), Physiker
- Martin Meschede (* 1957), Geologe

### Ehrenbürger
Ehrenbürgerin Lathens ist Erna de Vries. Die 1923 in Kaiserslautern geborene Überlebende des Holocaust war mit dem in Lathen geborenen Josef de Vries, der als Jude sechs Jahre in deutschen Konzentrationslagern verbrachte, verheiratet.
Am 17. Mai 1991 wurde erstmals das Ehrenbürgerrecht der Gemeinde Lathen verliehen. Damals übergaben Heinrich Middendorf, Bürgermeister bis 1997, und Verwaltungschef Wilhelm Eiken die Urkunde und den Ehrenring an Hermann Frerker (1912–1993) in „Würdigung seiner Verdienste um die Erforschung der Heimatgeschichte“.
In der Ems-Zeitung vom 21. Mai 1991 war weiter zu lesen, dass „der Lebensweg des weit über die Grenzen des Emsorts hinaus bekannten Mediziners in Ankum begann...1950 ließen sich die Frerkers in Lathen nieder, Dr. Hermann Frerker eröffnete hier eine Praxis...In dem engagierten Bemühen um die Erforschung von Heimat- und Familiengeschichte begann Dr. Frerker Aufzeichnungen anzufertigen und Dokumente zu sammeln. In Staatsarchiven und im Archiv des Klosters Corvey war er Stammgast. So füllten sich Ordner um Ordner, und schnell wurde das ‚Frerkersche Archiv‘ zu einem unentbehrlichen Nachschlagewerk heimischer Kultur und Geschichte...Kaum jemand, der sich mit Orts-, Kirchen-, Familien- oder Vereinsgeschichte befasste, kam ohne den fachmännischen Rat von Dr. Frerker aus...“.